# Retipenna maculosa
Retipenna maculosa là một loài côn trùng trong họ Chrysopidae thuộc bộ Neuroptera. Loài này được C.-k. Yang & X.-x. Wang miêu tả năm 1994.